# 勒罗什罗
勒罗什罗（法語：Le Rochereau，法語發音：[lə ʁɔʃʁo]）是法国新阿基坦大区维埃纳省的一个旧市镇，属于普瓦捷区。2017年，勒罗什罗与市镇尚皮尼勒塞克合并为新市镇尚皮尼昂罗什罗。

## 地理
勒罗什罗（46°42'22"N, 0°9'11"E）面积8.93 平方千米，位于法国新阿基坦大区维埃纳省，该省份为法国中西部省份，北起曼恩-卢瓦尔省和安德尔-卢瓦尔省，西接德塞夫勒省，南至夏朗德省，东南接上维埃纳省，东临安德尔省。
与勒罗什罗接壤的市镇（或旧市镇、城区）包括：尚皮尼勒塞克、沙赖、弗罗兹、马耶、维利耶、武扎耶。

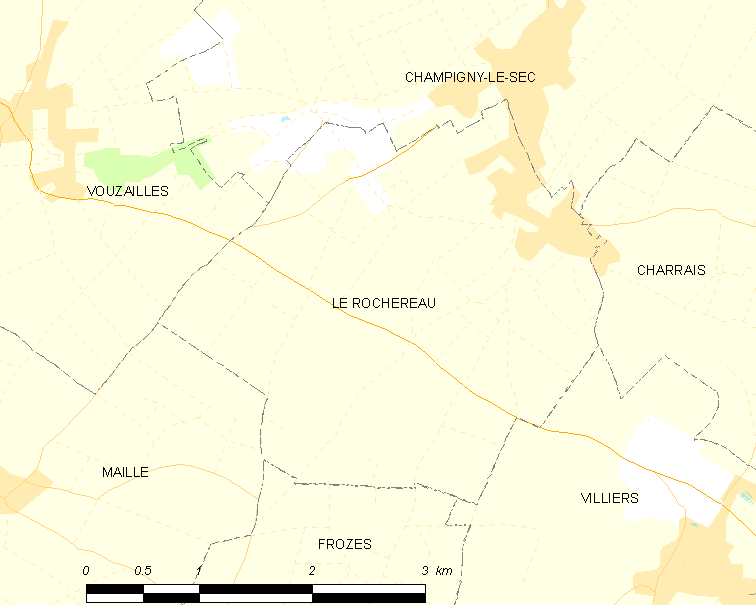
勒罗什罗的OSM定位图

勒罗什罗的时区为UTC+01:00、UTC+02:00（夏令时）。

## 行政
勒罗什罗的邮政编码为86170，INSEE市镇编码为86208。

## 政治
勒罗什罗所属的省级选区为武讷伊苏比亚尔县。

## 人口

1962-2008年间勒罗什罗人口变化图示

勒罗什罗于2018年1月1日时的人口数量为838人。